# Contea di Crawford (Missouri)
La contea di Crawford in inglese Crawford County è una contea dello Stato del Missouri, negli Stati Uniti. La popolazione al censimento del 2000 era di 22 804 abitanti. Il capoluogo di contea è Steelville